# Anglo-španělská válka (1654–1660)
Anglo-španělská válka (1654–1660) byla částí francouzsko-španělské války probíhající v letech 1635–1659. Byla konfliktem mezi anglickým protektorem Oliverem Cromwellem a Španělskem. Důvodem byly v prvé řadě obchodní zájmy, zejména v koloniích. Druhým důvodem byl španělský katolicismus, ve kterém Cromwell viděl ohrožení anglického protestantismu. V roce 1655 anglická námořní expedice napadla španělské území v Karibiku. Pozemní válka se odehrávala ve Španělském Nizozemí. V roce 1657 se Anglie spojila s Francií proti Španělsku. Tímto aktem se spojila anglo-španělská válka s větší francouzsko-španělskou válkou. Války státy finančně vyčerpávaly. Obě byly oficiálně ukončeny dvěma mírovými smlouvami podepsanými v Madridu v letech 1667 a 1670.

## Příčiny
Když skončila první anglo-nizozemská válka, Cromwell obrátil svou pozornost ke konfliktu mezi Francií a Španělskem, tradičních rivalů Anglie. Francie a Španělsko byly baštou římsko-katolické víry, což vadilo Cromwellovi, který věřil, že podle Boží vůle má v Evropě převládnout protestantismus. Za větší hrozbu pro protestantskou věc považoval Španělsko a tak pragmaticky spojil Anglii s Francií. Dalším důvodem jeho války se Španělskem byla snaha o návrat k politice komerčního oportunismu z doby vlády Alžběty I. Tuto politiku opustili její stuartovští nástupci. Cromwellovy útoky na španělský zámořský obchod a jeho kolonie připomínaly kořistnické výpravy Francise Drakea a Waltera Raleigha. Není proto náhodou, že se v Anglii v tuto chvíli začaly objevovat publikace o jejich životě. Byl tu však jeden důležitý rozdíl: vedle stříbra a zlata se stával stále důležitějším nový poklad – cukr. Získat cukr znamenalo ale přímou okupaci území s plantážemi. To byl rozdíl od pouhého námořního pirátství z časů královny Alžběty I.
Během prvního roku protektorátu Cromwell vedl jednání s francouzským kardinálem Mazarinem. Jednání vedlo v říjnu 1655 k vypracování anglo-francouzské aliance proti Španělsku. Aliance měla další výhodu: Francie, která nabídla útočiště Stuartovcům po anglické občanské válce, byla nyní více nakloněna pomoci získat zpět anglický trůn.

## Válka

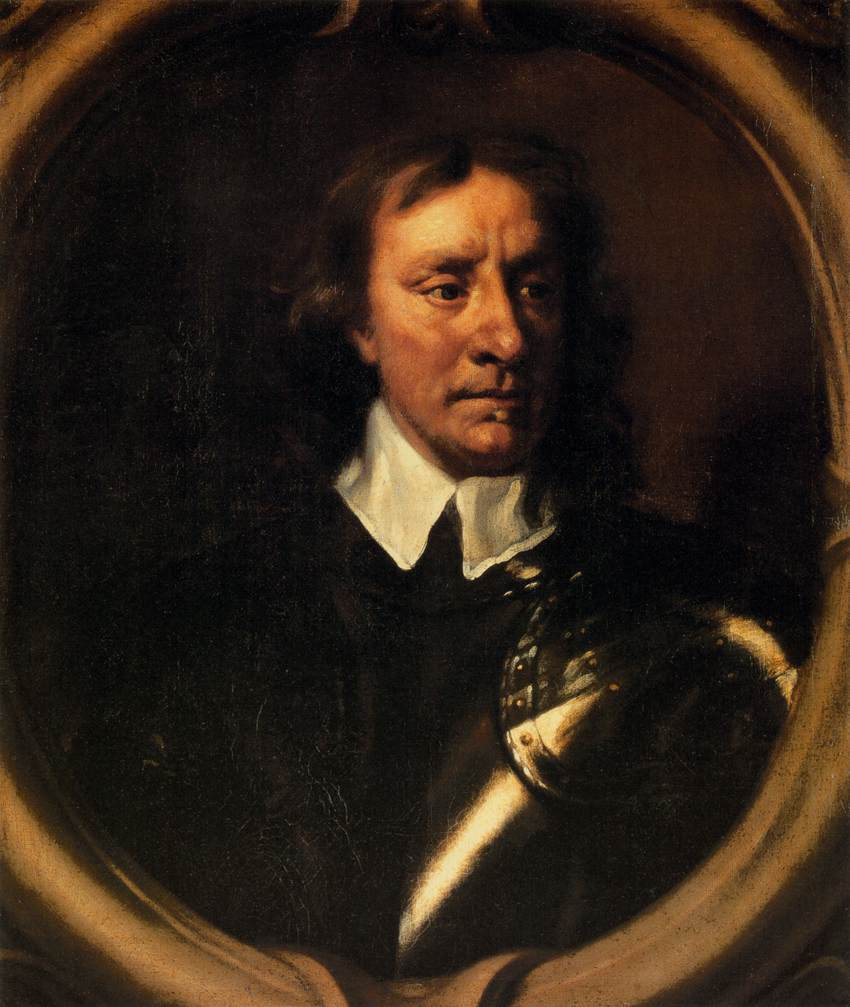
Oliver Cromwell

### Západní plán
Mezitím Cromwell již zahájil útok proti španělským koloniím v Západní Indii. Anglická flotila opustila Portsmouth na konci prosince 1654 a dorazila do Západní Indie v lednu. V květnu 1655 anglická expedice vedená admirálem Williamem Pennem, otcem zakladatele Pensylvánie a generálem Robertem Venablesem napadla španělské území v Západní Indii s cílem podrobit si ostrov Hispaniolu. Jednalo se o jednu z nejsilnějších flotil vypravených z Anglie. Pod velením generála Roberta Venablese se plavilo více než 3 000 mariňáků. Flotila byla dále posílena na Barbadosu, Montserratu, Svatém Kryštofu a Nevisu.

Cromwell se už dříve zajímal o možnost získání ostrova Hispaniola. Velitelé expedice měli od Cromwela povolení určit si své vlastní priority podle situace. Zvažovali několik možností, včetně přistání na pobřeží Guatemaly nebo na Kubě. Penn a Venables se rozhodli pokusit se opakovat Drakeův útok na Santo Domingo na Hispaniole. Obléhání Santo Dominga v roce 1655 však nebylo úspěšné, Španělé zlepšili svou obranu už před nizozemskými útoky z počátku století. Cromwell viděl porážku u ostrova Hispaniola jako Boží soud. Přes následné úspěchy anglické flotily, porážka u Hispanioly byla brána jako selhání celé operace ve španělské Západní Indii. Venables spolu s Pennem byl po návratu do Anglie uvězněni v londýnském Toweru.

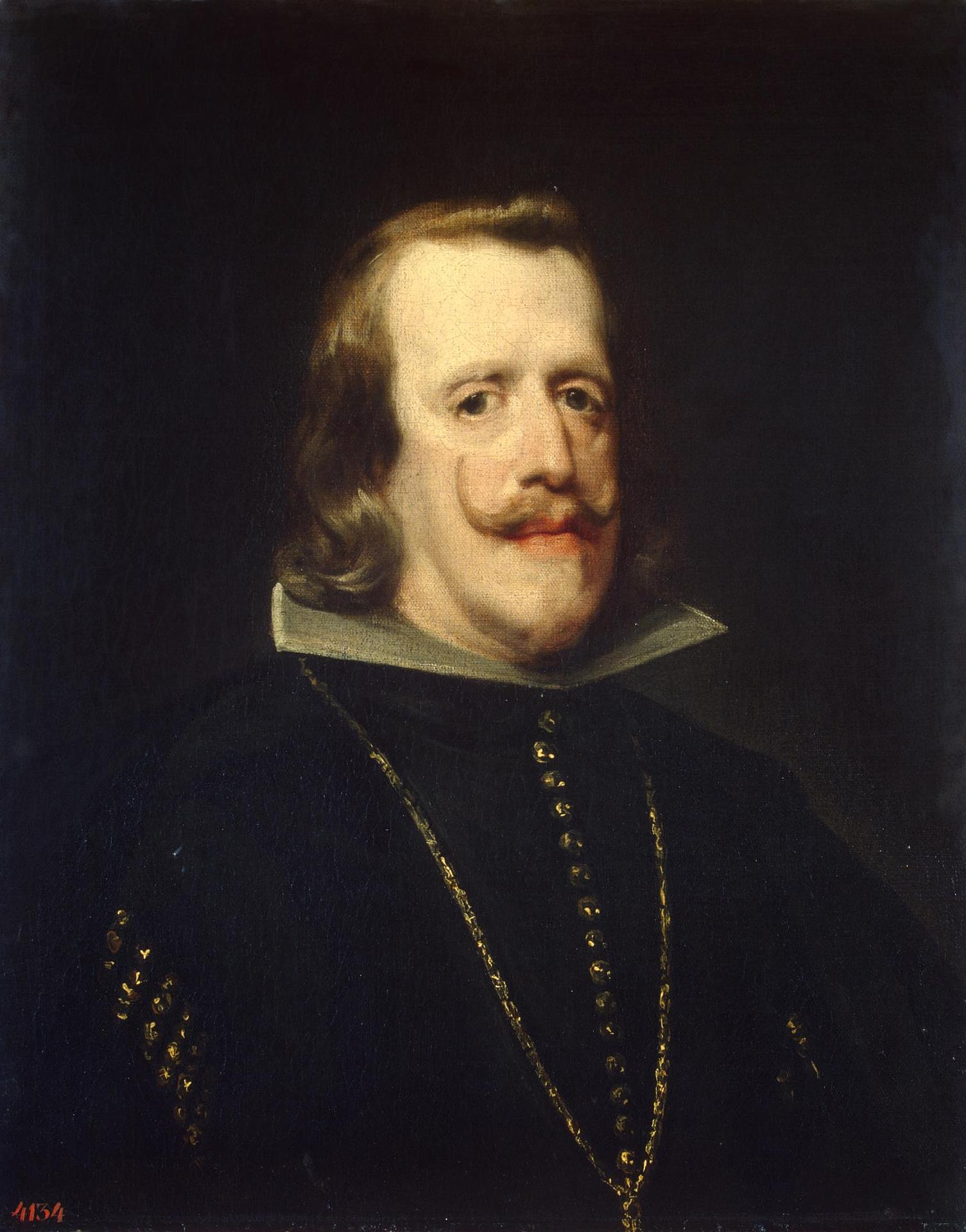
Filip IV. Španělský, Velazquez

Jamajka byla Casus belli, který vyústil ve skutečnou anglo-španělskou válku v roce 1655. Anglická flotila oslabená horečkami odplula na západ ke kolonii Santiago (dnešní Jamajka), jediný španělský ostrov Západní Indie, který neměl nově vybudovanou obranu. V květnu 1655 přistáli na místě zvaném Santiago de la Vega, nyní španělské město. Angličané stáli tváří v tvář přetrvávajícímu místnímu odporu, který byl posílen vojsky vyslanými ze Španělska a Nového Španělska v Mexiku. V roce 1657 anglický guvernér pozval bukanýry do Port Royal aby mu pomohli vyhnat Španěly z ostrova. Pro Anglii měla být Jamajka „dýkou namířenou na jádro Španělské říše“, i když ve skutečnosti neměl ostrov žádnou velkou hodnotu. Cromwell, navzdory všem obtížím rozhodl, že okupační armáda na ostrově zůstane a začal posílat posily a zásoby. Španělská armáda plující z Kuby ztratila v roce 1657 bitvu o Ocho Rios a v roce 1658 prohrála u Rio Nuevo. Španělé také selhali při pokusu o zabrání Jamajky. Anglický guvernér Jamajky Edward D'Oyley měl přesto obavu z další invaze a začal organizovat obranu ostrova proti Španělům. Použil taktiku útoku místo obrany a pověřil anglického viceadmirála Sira Christophera Myngse k útokům na španělská koloniální města a základny. Mezi napadenými městy byla města Tolů a Santa Marta v severní Kolumbii. V roce 1658 a během následujícího roku bylo vypleněno a zdevastováno karibské Puerto Caballos a venezuelské Cumano a Coro. Myngs se vrátil na Jamajku s obrovským množstvím naloupených pokladů.

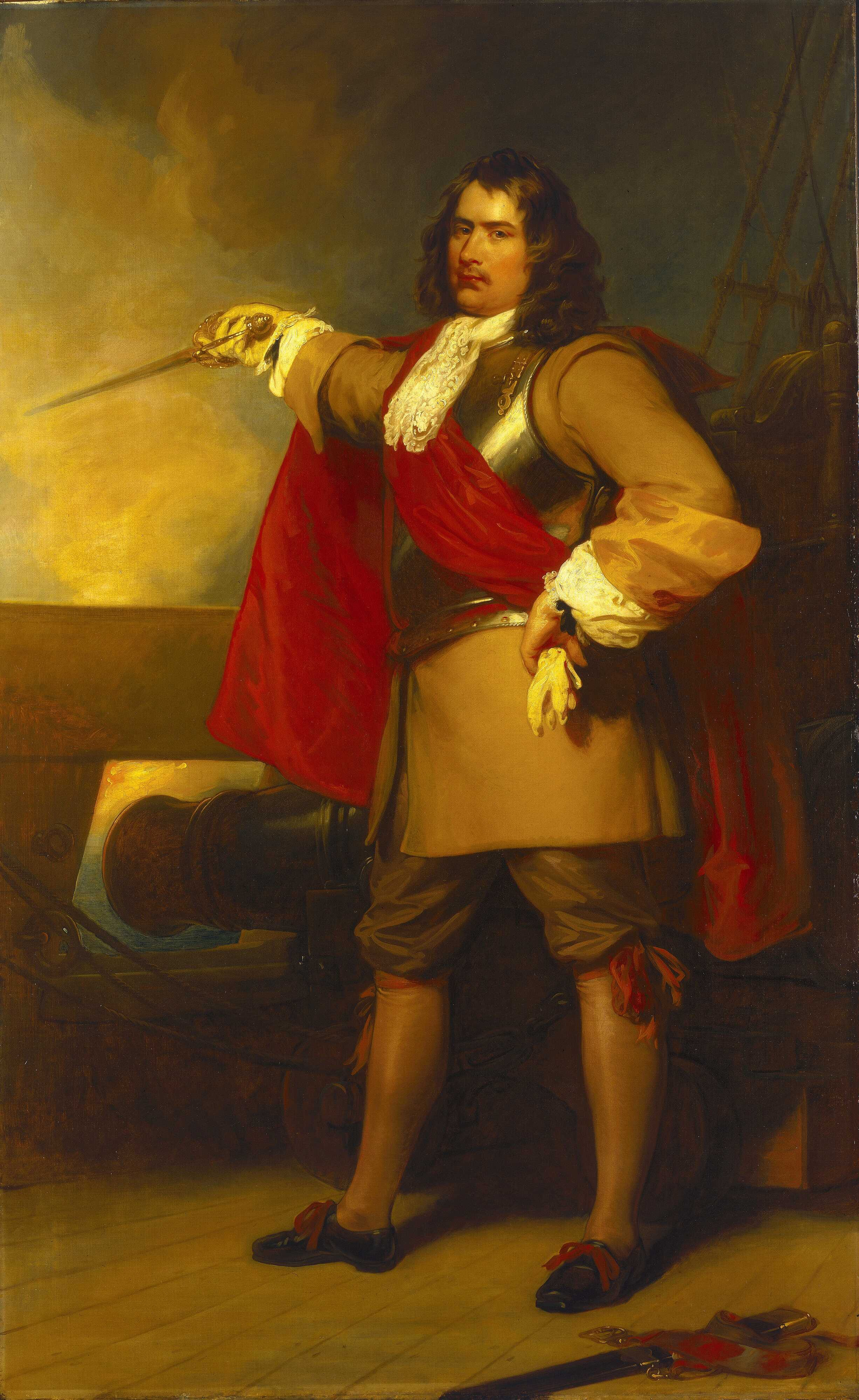
Admirál Robert Blake

### Válka na moři

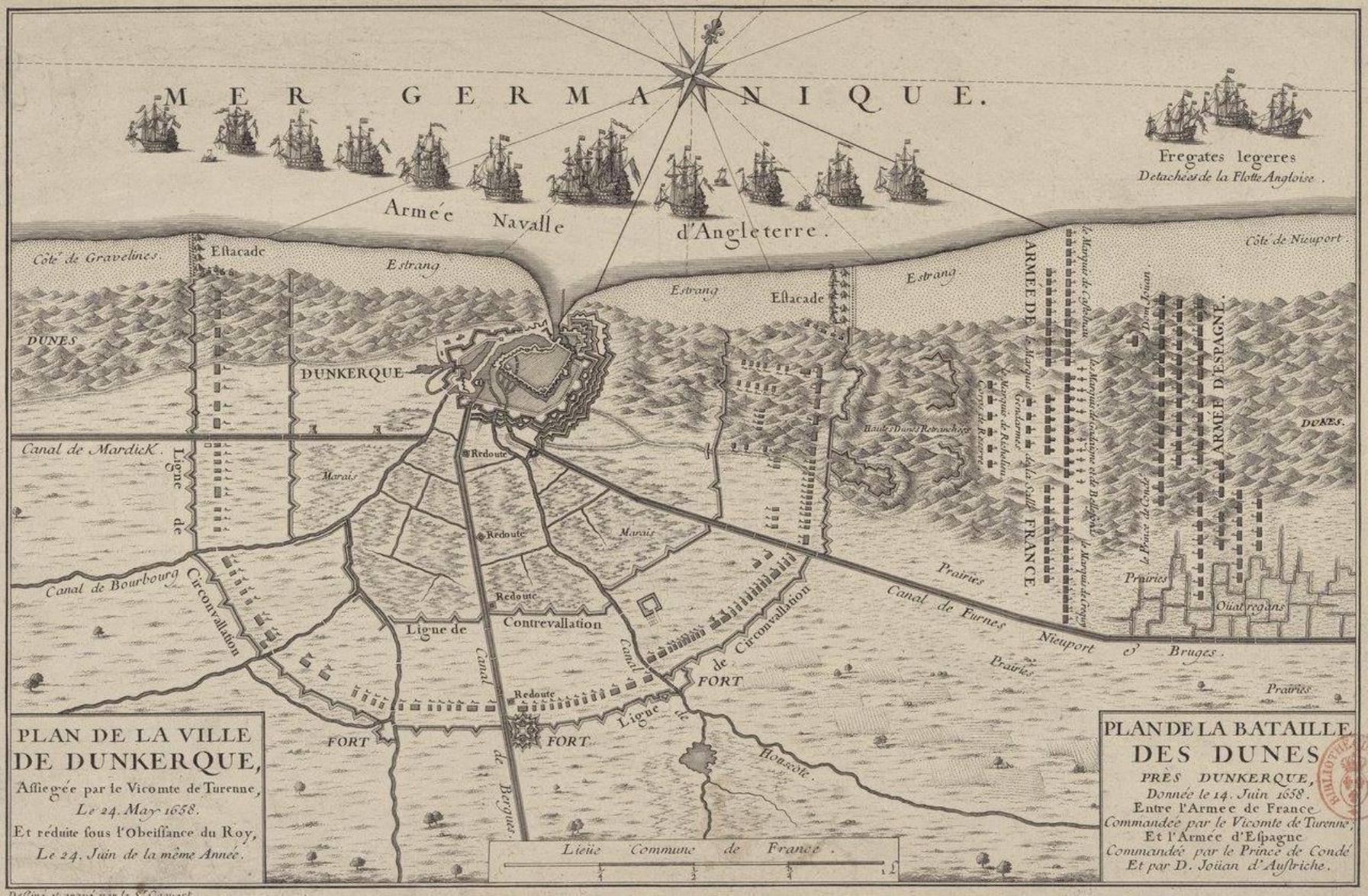
Mapa znázorňující obléhání Dunkerku v roce 1658. Je zde také blokující britská flotila

V dubnu 1656 se anglický admirál Robert Blake s flotilou asi čtyřiceti válečných lodí, zápalných lodí (loď naložená hořlavým materiálem a výbušninami a připravená zapálit nepřátelské lodě) a zásobovacích plavidel zablokoval španělský přístav Cádiz. Blokáda trvala celé léto. Španělé setrvali v obranných pozicích a nepodnikli žádný útok proti anglické flotile. V polovině června kapitán Edward Blagg vyplul s osmi loděmi, aby zaútočil na přístavy v severním Španělsku. Dne 24. června Blagg přepadl Vigo v provincii Pontevedra a zničil několik lodí. Zatímco Blake si zajel na africké pobřeží doplnil zásoby vody, pět fregat pod vedením kapitána Smitha napadlo 19. července Malagu v jižním Španělsku. Smith potopil devět španělských lodí, zničil přístavní děla a bombardoval město. Podobný útok na Alicante byl neúspěšný, ale hrozba útoku přerušila obchod po celém pobřeží Španělska. Večer 8. září jeden z Blakových kapitánů, Richard Stayner, přepadl u Cádizu španělskou flotilu vezoucí zlato a stříbro z Ameriky a zajal nebo potopil všechny španělské lodě mimo dvou. To byla pro španělskou ekonomiku vážná rána, odhadovaná ztráta byla 2 000 000 anglických liber. Poprvé v námořní historii udržel Blake své lodě na moři po celou zimu, aby udržel španělské přístavy zablokované.
V únoru 1657 obdržel Blake informaci, že španělská flotila z Nového Španělska popluje s naloupenými poklady z Ameriky přes Atlantik. Blake zanechal své dvě lodě hlídat přístav v Cádizu a vydal se zaútočit na Španěly kotvící v Santa Cruz na Tenerife na Kanárských ostrovech a připravující se na plavbu do Španělska. V dubnu v bitvě u Santa Cruz de Tenerife Blake úplně zničil španělský obchodní konvoj – západoindickou flotilu – flotila však už před bitvou zlato a stříbro vyložila. Blake tedy vyšel na prázdno ale ani vláda v Madridu se peněz nedočkala. Dlouhodobou Blakeovou námořní blokádou Španělska a jeho vítězství v bitvě u Santa Cruz se španělská ekonomika ocitla v žalostném stavu. Země zcela závisela na zlatu a stříbře z Ameriky a propad financí ochromil i španělskou schopnost vést válku. Anglie ztratila 1 500–2 000 obchodních lodí, které padly do rukou španělským soukromým osobám. Místo aby vláda v Madridu nahradila své ztráty zajatými anglickými loďmi, nechala neutrální nizozemské obchodníky převzít španělský námořní obchod.

### Válka ve Vlámsku
V březnu roku 1657 byla podepsána v Paříži smlouva spojující anglický protektorát Olivera Cromwella s francouzským králem Ludvíkem XIV. proti španělskému králi Filipu IV. Dohoda spojila anglo-španělskou válku (1654–1660) s větší francouzsko-španělskou válkou (1635–1659) a potvrdila rostoucí sbližování mezi katolickou Francií a anglickým republikánským režimem.
Na základě podmínek smlouvy se Angličané připojili k Francii v pokračující válce proti Španělsku ve Flandrech. Francie přispěla armádou 20 000 mužů, Anglie přispěla jak 6 000 vojáky tak anglickou flotilou v útocích proti vlámským pobřežním pevnostem Gravelines, Dunkerk a Mardyck. Bylo dohodnuto, že Gravelines připadne Francii, Dunkerk a Mardyck pak Anglii. Zejména Dunkerk byl pro Anglii důležitým, hlavně kvůli soukromým obchodníkům, kteří poškozovali anglický obchod. Pro Cromwella a Commonwealth tak otázka vlastnictví Dunkerku přešla z úrovně regionální diplomatické možnosti na naléhavou politickou nezbytnost.
Invazi kombinované anglo-francouzské armády do Vlámska velel francouzský maršál Henri de La Tour d'Auvergne de Turenne. Španělské armádě ve Flandrech velel Don Juan José de Austria, nelegitimní syn španělského krále Filipa IV. Španělská armáda čítající 15 000 vojáků byla posílena o 3 000 anglických Royalistů – vytvořených jako jádro potencionální armády pro invazi do Anglie Karlem II. Stuartem. Mezi jejími veliteli byl i jeho bratr Jakub II. Stuart, vévoda z Yorku.
Flotila spojenců sice blokovala vlámské přístavy ale i přes Cromwellovo silné naléhání začala vojenská kampaň až koncem roku, stále se odkládala. Maršál Henri de La Tour d'Auvergne strávil léto roku 1657 v bojích proti Španělsku v Lucembursku a až do září na Flandry nezaútočil. Mardyck byl přepaden a obsazen 22. září, Dunkerk byl obklíčen v květnu 1658. Španělé se pokusili obléhání prorazit ale byli poraženi 4. června u Dunkerku. Francouzsko-anglická armáda pod vedením maršála Henriho de la Tour se v těžkých bojích osvědčila. Když se Dunkerk 14. června Turennovi vzdal, kardinál Mazarin ctil podmínky smlouvy s Cromwellem a přes protesty Ludvíka XIV. přístav vydal. Armáda také dodržovala své závazky při respektování práv katolického obyvatelstva Mardycku a Dunkerku.Turenne pomáhal Francii i při dalších nájezdech na vlámská města. Anglické obchodní loďstvo neutrpělo mnoho ztrát, nejenom proto, že Dunkerk ztratil svou největší obchodní základnu, ale také proto, že anglický námořní obchod z velké části převzalo Nizozemsko.

## Důsledky
Válka mezi Francií a Španělskem skončila podpisem smlouvy ze dne 28. října 1659 na Bažantím ostrově, smlouvy zvané Pyrenejský mír. V roce 1658 Cromwell zemřel. Po jeho smrti se Anglie ocitla v politickém zmatku, na anglický trůn se vrátili Stuartovci, králem se stal Karel II. Stuart. Po navrácení Stuartovců na anglický trůn byla anglo-španělská válka v září 1660 formálně ukončena ale mezi oběma mocnostmi nebyla podepsána žádná smlouva. Příměří bylo dohodnuto na základě bruselské smlouvy, podepsané 2. dubna 1656.
V listopadu 1662 prodal Karel II. Dunkerk francouzskému Ludvíkovi XIV., i když z původně slibovaných půl milionu liber bylo zaplaceno méně než 300 000. Anglie plánovala získat ostrov Hispaniola a Kuby jako první krok k dobytí Střední Ameriky. Jamajka zůstala anglickou kolonií navzdory slibu Karla II. že ostrov po návratu na trůn vrátí Španělsku. V důsledku války přežil na Jamajce anglický protektorát, později byl oživen při nájezdech Henryho Morgana a Christophera Myngse na přání jamajského guvernéra Thomase Modyforda. Modyfordův důvod pro udělení obchodních licencí bukanýrům byla jeho obava, že Jamajka nikdy nebude bezpečná, dokud španělská vláda neuzná Anglii jako držitele Jamajky a Kajmanských ostrovů a obě země neuzavřou patřičnou smlouvu.
Anglie i Španělsko utrpěly válkou těžké hospodářské ztráty. Španělsko hlavně Blakeovou blokádou Cádizu. Jeho ekonomika závisející na stříbře a zlatě z Ameriky se hroutila. Armády Filipa IV. Španělského, které po léta bojovaly v Itálii, Pyrenejích, Flandrech a Portugalsku se dostávaly do stále větších potíží. Válkou utrpěl i anglický obchod.  To přispělo k rychlému zotavení Nizozemska z lodních a obchodních ztrát, které utrpěly Spojené provincie nizozemské během anglo-nizozemské války. Nizozemsko převzalo velkou část anglického zámořského obchodu. Ovšem i přes nepříliš dobrou obchodní bilanci, s vítězstvím v první anglo-nizozemské válce,a s úspěchy ve válce proti Španělsku se Anglie stala jednou z předních evropských námořních mocností.
Válka oficiálně skončila dvěma smlouvami podepsanými v Madridu, které byly pro Anglii velmi příznivé. Jako první to byla smlouva z roku 1667, která byla přijata s velkou spokojeností anglických státníků a obchodníků, pokud jde o obchod. V další smlouvě podepsané v Madridu v roce 1670 Španělsko postoupilo Jamajku a Kajmanské ostrovy Anglii, což byl velký ústupek a také velké ponížení pro Španělsko. Anglické lodě nyní mohly plout po Karibském moři bez překážek a poprvé nebyly v Západní Indii vnímány jako vetřelci nebo piráti.